# Chaetasbolisia erysiphoides
Chaetasbolisia erysiphoides är en svampart som beskrevs av Griffon & Maubl. 1918. Chaetasbolisia erysiphoides ingår i släktet Chaetasbolisia, divisionen sporsäcksvampar och riket svampar.   Inga underarter finns listade i Catalogue of Life.